# Bromtymolblått

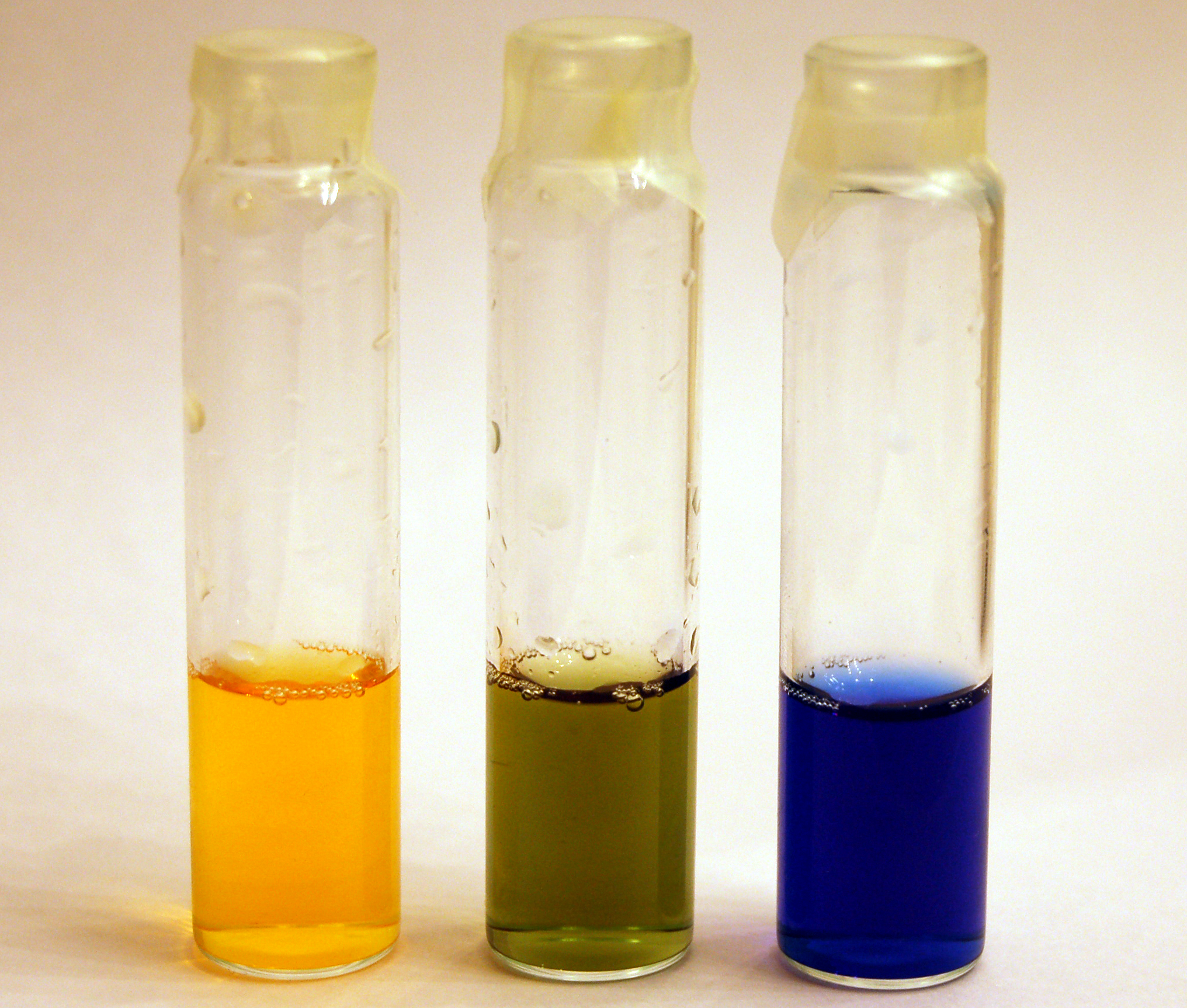
Bromtymolblått i en sur, neutral, och basisk lösning (vänster till höger).

Bromtymolblått  (även känt som bromtymolsulfonftalein och BTB) är ett färgämne som ofta används för att i en vattenlösning indikera surhetsgrad, pH, där man utnyttjar att bromtymolblått byter färg vid neutralt pH.  Det används mest i applikationer som kräver mätning av ämnen som har ett relativt neutralt pH (nära 7). En vanlig användning är för att mäta närvaron av kolsyra i en vätska. Det säljs vanligtvis i fast form som natriumsaltet av syraindikatorn.

## Struktur och egenskaper
Bromtymolblått fungerar som en svag syra i en lösning. Det kan alltså vara i protonerad eller deprotonerad form, och visas gult respektive blått. Det är ljust akvamarin i sig och grönblått i en neutral lösning. Deprotoneringen av den neutrala formen resulterar i en mycket konjugerad struktur, vilken står för skillnaden i färg. En mellanprodukt av deprotoneringsmekanismen är orsak till den grönaktiga färgen i neutral lösning.
Den protonerade formen av bromtymolblått har sin maximala absorption vid 427 nm och transmitterar således gult ljus i sura lösningar, medan den deprotonerade formen har sin maximala absorption vid 602 nm och transmitterar således blått ljus i mer basiska lösningar. Däremot är starkt surt bromtymolblått magentafärgat.
Det allmänna kolskelettet av bromtymolblått är gemensamt för många indikatorer som klorfenolrött, tymolblått och bromokresolgrönt. 
Närvaron av en måttlig elektronbortdragande grupp (bromatom) och två måttliga donerande grupper (alkylsubstituenter) är orsak till bromtymolblåtts aktiva indikationsområde från ett pH på 6,0 till 7,6. Även om konjugationen orsakar längden och naturen av färgändringsintervallet, är dessa substituentgrupper ytterst orsaken till  indikatorns aktiva intervall.

Gul sur form (vänster) och blå basisk form (höger) av bromtymolblått.

Bromtymolblått är svårlösligt i olja, men lösligt i vatten, eter och vattenlösningar av alkalier. Det är mindre lösligt i opolära lösningsmedel som bensen, toluen och xylen, och praktiskt taget olösligt i petroleumeter.

## Syntes och preparering
Bromtymolblått syntetiseras genom tillsats av elementärt brom till tymolblått i en lösning i isättika. 
För att förbereda en lösning för användning som pH-indikator, lös 0,10 g i 8,0 cm3 N/50 (alias 0,02 normal) NaOH och späd med vatten till 250 cm3. För att förbereda en lösning för användning som indikator vid volymetriskt arbete, lös upp 0,1 g i 100 cm3 50-procentig etanol.

## Användning

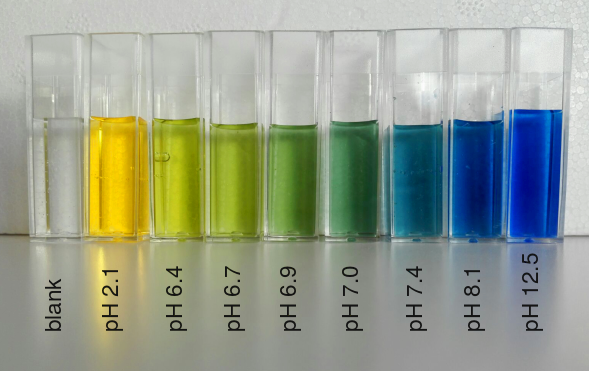
Olika färger av bromtymolblått vid markerade pH-förhållanden.

Bromtymolblått kan användas för att observera fotosyntetiska aktiviteter, eller som en andningsindikator (blir gul när CO2 tillsätts). En vanlig demonstration av BTB:s pH-indikatoregenskaper innebär att man andas ut genom ett rör till en neutral lösning av BTB. När CO2 absorberas från andningen in i lösningen bildas kolsyra och ändrar lösningens färg från grön till gul. Således används BTB vanligtvis i undervisning i naturvetenskap för att visa att ju mer musklerna används, desto större CO2-utsläpp.
Bromtymolblått har använts i kombination med fenolrött för att övervaka svampasparaginasenzymaktiviteten, där fenolrött blir rosa och bromtymolblått blir blått, vilket signalerar en ökning av pH och därför enzymaktivitet. En nyligen genomförd studie tyder emellertid på att metylrött är mer användbart för att bestämma aktivitet på grund av den ljusgula ringen som bildas i zonen för enzymaktivitet. 
Den kan också användas i laboratoriet som en biologisk objektglasfärg. Vid denna tidpunkt är bromtymol redan blå, och några droppar BTB appliceras på ett vattenskikt. Provet blandas med blå BTB-lösning och fixeras på ett objektglas med ett täckglas. Det används ibland för att bestämma cellväggar eller kärnor under mikroskopet.
Bromtymol används inom obstetrik för att upptäcka för tidig bristning av hinnor. Fostervattnet har typiskt ett pH >7,2, bromotymol blir därför blått när det kommer i kontakt med vätska som läcker från amnion. Eftersom vaginalt pH normalt är surt indikerar den blå färgen närvaron av fostervatten. Testet kan vara falskt positivt i närvaro av andra alkaliska ämnen som blod eller sperma, eller i närvaro av bakteriell vaginos.